# Aluata de Spix
L'aluata de Spix (Alouatta discolor) és una espècie vulnerable d'aluata originari del sud-est de l'Amazones brasiler. Les principals amenaces per aquest primat són la desforestació i la caça. Anteriorment se'l considerava una subespècie de l'aluata de mans vermelles però, a diferència de la majoria d'individus d'aquesta espècie, l'aluata de Spix té l'esquena de color marró groguenc o vermellós.

## Distribució i hàbitat
Aquesta aluata és nativa del centre-nord d'Amèrica del Sud. La seva distribució comprèn la selva amazònica del centre del Brasil.
Habita en selves primàries i en galeria.

## Costums
Viu en parelles i grups. Normalment pareixen una sola cria.

## Alimentació
Aquestes aluates mengen fulles joves, poncelles, flors, fruites, llavors, tiges, plançons i branques. Les fulles són la principal font de proteïnes i les fruites d'energia i proteïnes.